# Угриновци (Горњи Милановац)
Угриновци су насеље у Србији у општини Горњи Милановац у Моравичком округу. Према попису из 2022. било је 314 становника. Удаљено је 22 км од Горњег Милановца Ибарском магистралом у правцу ка Београду. Налази се на надморској висини од 250 до 460 м и на површини од 1.721 ха.
Село је некада имало општину и школу, а припадало је црквеној парохији цркве Свете Тројице у суседном селу Бољковци. Сеоска слава је Мали Спасовдан.
Овде се налазе Стари надгробни споменици у Угриновцима (општина Горњи Милановац).

## Историја
Угриновци су постојали још у средњовековној Србији. Село је исељено пред најездом Турака (осим једне једине породице која је остала). Село је наново насељено током Првог српског устанка од стране досељеника из Сјеничке висоравни и Нове Вароши. У турском попису 1528. године на овом простору помињу се два села: Угриновци са 15 домова и Липети са 6 православних домова и једним муслиманским.
Сматра се да је назив села настао од имена Угри (Мађари), који су преко овог села продирали у правцу ка Руднику и у селу се задржавали. Многи Мађари су на овим просторима погинули и били сахрањени на гробљима која се данас називају мађарским. У Угриновцима постоји локалитет који се зове „Мађарско гробље”, а локалитети са тим именом постоје и у околним селима. Село Липети је временом постало заселак Угриноваца.
У ратовима у периоду од 1912. до 1918. године село је дало 108 ратника. Погинуло их је 55 а 53 је преживело.

## Демографија
У пописима село је 1910. године имало 806 становника, 1921. године 740, а 2002. године тај број је спао на 489.
У насељу Угриновци живи 399 пунолетних становника, а просечна старост становништва износи 45,6 година (44,1 код мушкараца и 46,9 код жена). У насељу има 162 домаћинства, а просечан број чланова по домаћинству је 2,96.
Ово насеље је великим делом насељено Србима (према попису из 2002. године), а у последња три пописа, примећен је пад у броју становника.
|  |

| Демографија | Демографија | Демографија |
| Година      | Становника  | Становника  |
| ----------- | ----------- | ----------- |
| 1948.       | 1.007       |             |
| 1953.       | 1.054       |             |
| 1961.       | 939         |             |
| 1971.       | 823         |             |
| 1981.       | 716         |             |
| 1991.       | 574         | 571         |
| 2002.       | 480         | 484         |
| 2011.       | 371         |             |

| Етнички састав према попису из 2002.‍ | Етнички састав према попису из 2002.‍ | Етнички састав према попису из 2002.‍ | Етнички састав према попису из 2002.‍ | Етнички састав према попису из 2002.‍ |
| ------------------------------------ | ------------------------------------ | ------------------------------------ | ------------------------------------ | ------------------------------------ |
|                                      |                                      |                                      |                                      |                                      |
| Срби                                 | Срби                                 |                                      | 478                                  | 99,58%                               |
| Муслимани                            | Муслимани                            |                                      | 1                                    | 0,20%                                |
| Македонци                            | Македонци                            |                                      | 1                                    | 0,20%                                |
| непознато                            | непознато                            |                                      | 0                                    | 0,0%                                 |

| Година пописа     | 1948. | 1953. | 1961. | 1971. | 1981. | 1991. | 2002. |
| ----------------- | ----- | ----- | ----- | ----- | ----- | ----- | ----- |
| Број домаћинстава | 201   | 211   | 215   | 216   | 196   | 176   | 162   |

| Број чланова      | 1  | 2  | 3  | 4  | 5  | 6  | 7 | 8 | 9 | 10 и више | Просек |
| ----------------- | -- | -- | -- | -- | -- | -- | - | - | - | --------- | ------ |
| Број домаћинстава | 36 | 53 | 19 | 17 | 16 | 15 | 5 | 1 | 0 | 0         | 2,96   |

| Пол    | Укупно | Неожењен/Неудата | Ожењен/Удата | Удовац/Удовица | Разведен/Разведена | Непознато |
| ------ | ------ | ---------------- | ------------ | -------------- | ------------------ | --------- |
| Мушки  | 194    | 45               | 127          | 19             | 3                  | 0         |
| Женски | 221    | 37               | 128          | 52             | 2                  | 2         |
| УКУПНО | 415    | 82               | 255          | 71             | 5                  | 2         |

| Пол    | Укупно                    | Пољопривреда, лов и шумарство | Рибарство                            | Вађење руде и камена | Прерађивачка индустрија       |
| ------ | ------------------------- | ----------------------------- | ------------------------------------ | -------------------- | ----------------------------- |
| Мушки  | 72                        | 18                            | 0                                    | 12                   | 18                            |
| Женски | 23                        | 10                            | 0                                    | 1                    | 4                             |
| УКУПНО | 95                        | 28                            | 0                                    | 13                   | 22                            |
| Пол    | Производња и снабдевање   | Грађевинарство                | Трговина                             | Хотели и ресторани   | Саобраћај, складиштење и везе |
| Мушки  | 0                         | 4                             | 3                                    | 1                    | 6                             |
| Женски | 0                         | 1                             | 3                                    | 0                    | 0                             |
| УКУПНО | 0                         | 5                             | 6                                    | 1                    | 6                             |
| Пол    | Финансијско посредовање   | Некретнине                    | Државна управа и одбрана             | Образовање           | Здравствени и социјални рад   |
| Мушки  | 0                         | 1                             | 1                                    | 2                    | 0                             |
| Женски | 0                         | 1                             | 0                                    | 1                    | 0                             |
| УКУПНО | 0                         | 2                             | 1                                    | 3                    | 0                             |
| Пол    | Остале услужне активности | Приватна домаћинства          | Екстериторијалне организације и тела | Непознато            | Непознато                     |
| Мушки  | 0                         | 0                             | 0                                    | 6                    | 6                             |
| Женски | 0                         | 0                             | 0                                    | 2                    | 2                             |
| УКУПНО | 0                         | 0                             | 0                                    | 8                    | 8                             |